# Phrygionis argentiostriata
Phrygionis argentiostriata là một loài bướm đêm trong họ Geometridae.